# Temporada de ciclones no Índico Norte de 2020
A temporada de ciclones no Índico Norte de 2020 foi a temporada de ciclones no Índico Norte mais custosa nos registos, em maior parte devido à Ciclone Amphan. A temporada de ciclones no Oceano Índico Norte não tem limites oficiais, mas os ciclones tendem a se formar entre abril e novembro, com picos em maio e outubro. Essas datas delimitam convencionalmente o período de cada ano em que a maioria dos ciclones tropicais se forma no norte do oceano Índico.  A temporada começou em 16 de maio com a designação de Depressão BOB 01 na Baía de Bengala, que mais tarde se tornou a Ciclone Amphan, uma das tempestades mais fortes registadas na baía e a tempestade mais cara já registada na bacia. A temporada conclui em 5 de dezembro com a dissipação do Ciclone Burevi. Em geral, a temporada foi ligeiramente superior à média, notando-se o desenvolvimento de cinco tempestades ciclônicas.
O escopo deste artigo é limitado ao Oceano Índico no Hemisfério Norte, a leste do Corno de África e a oeste da Península da Malásia. Existem dois Mares principais no Oceano Índico Norte - o Mar da Arábia, a oeste do subcontinente indiano, abreviado por ARB pelo Departamento Meteorológico da Índia (IMD); e a Baía de Bengala, a leste, abreviada BOB pelo IMD.
O Centro Meteorológico Regional Especializado oficial nesta bacia é o Departamento Meteorológico da Índia (IMD), enquanto o Centro Conjunto de Alerta de Tufões emite avisos não oficiais. Em média, três a quatro tempestades ciclônicas formam-se nesta bacia a cada estação.

## Resumo da temporada
A temporada começou em 16 de maio com a designação de depressão BOB 01 na Baía de Bengala, que mais tarde se tornou Ciclone Amphan, a tempestade mais forte na Baía de Bengala registrada desde o Ciclone Odisha de 1999 e quebrando o recorde do Ciclone Nargis de 2008 como a tempestade mais custosa já registrada na bacia. Mais dois ciclones se formaram no mar Arábico, ARB 01, afetando Iémen e Omã, e Ciclone Nisarga, que atingiu a terra em Maarastra. Após uma pausa de quatro meses de atividade, BOB 02 se formou, causando 98 mortes. Seus remanescentes formaram ARB 03. Foi uma tempestade fraca. Após 2 dias, BOB 03 se formou, impactando e afetando Bengala Ocidental, Bangladesh e Nordeste da Índia. Também foi uma tempestade fraca, com duração de 2 dias. Após sua dissipação, o Ciclone Gati se formou na Somália e no Iémen, deixando 8 mortos confirmados, 30 desaparecidos até hoje. Em 23 de novembro, uma depressão se formou na Baía de Bengala, e se fortaleceu em Tempestade Ciclônica Muito Severa Nivar, dois dias depois. Fez landfall entre Pondicheri e Chennai perto de Mahabalipuram na meia-noite de 25 de novembro. Enfraqueceu-se em uma pressão baixa bem marcada nas primeiras horas de 27 de novembro. Em 28 de novembro, uma baixa pressão se formou na costa de Tamil Nadu, gradualmente se intensificou em uma depressão, BOB 05. Mais tarde, intensificou-se em uma depressão profunda e depois em uma tempestade ciclônica nomeada Ciclone Burevi. Esta atingiu o Sri Lanka como uma fraca tempestade ciclônica antes de degenerar em uma área de baixa pressão.

## Sistemas

### Tempestade superciclônica Amphan
Às 00:00 UTC em 16 de maio, uma depressão formada no sudeste da Baía de Bengala e foi identificada como BOB 01. Seis horas depois, o Departamento Meteorológico da Índia (IMD) atualizou o sistema para uma depressão profunda. O sistema começou a trazer chuvas torrenciais para o Sri Lanka e o sul da Índia. Por volta das 15:00 UTC, o sistema evoluiu ainda mais para a Tempestade Ciclônica Amphan. Naquela manhã, avisos de deslizamento de terra e inundações foram levantados para partes do leste do Sri Lanka e o estado indiano de Querala recebeu expectativas de chuvas torrenciais nos próximos dias.
Às 09:00 UTC de 17 de maio, Amphan havia se intensificado em uma tempestade ciclônica muito severa. Dentro de 12 horas, a tempestade desenvolveu um olho e começou a se intensificar rapidamente, tornando-se uma tempestade ciclônica extremamente grave. Segundo o JTWC, intensificou-se explosivamente de um ciclone equivalente à Categoria 1 para um ciclone equivalente à Categoria 4 em apenas 6 horas. Na manhã seguinte, por volta das 10:30 UTC, o IMD elevou Amphan para uma tempestade super ciclônica com ventos sustentados de 3 minutos de 240 km/h (150 mph) e uma pressão mínima de 925 hPa (27,46 inHg). Isso marcou o segundo ano consecutivo com uma tempestade superciclônica, no ano anterior vendo Kyarr no Mar Arábico. Em 20 de maio, aproximadamente às 17:30 IST, o ciclone atingiu a costa perto de Bakkhali, West Bengal, após enfraquecer posteriormente. Ele enfraqueceu rapidamente uma vez no interior e se dissipou no dia seguinte. Ela deixou um rastro de danos catastróficos e mais tarde foi confirmada como a tempestade mais cara de todos os tempos na bacia.
Como sistema em desenvolvimento, Amphan trouxe fortes chuvas e ventos rachadores a Sri Lanka. A 16 de maio registou-se um pico de chuva total de 214 mm (8,4 polegadas) em Querala a 16 de maio. A intensa chuva causou inundações e deslizamentos de terra que mataram duas pessoas. Outras cinco pessoas resultaram feridas. Fortes ventos danificaram mais de 500 casas, incluídas 145 em Polonnaruwa. Segundo a avaliação principal do departamento de rendimentos, Vaikom taluk registou uma perda acumulada de Rs. 147 milhões de rupias, já que 16 casas foram destruídas por completo e 313 casas foram danificadas parcialmente. O teto de teças do templo Vaikom Mahadeva foi danificado devido aos ventos de alta velocidade como resultado de Amphan. Tamil Nadu enfrentou fortes chuvas em vários distritos. Ao longo da costa, ao redor de 100 barcos pesqueiros foram danificados no distrito de Ramanathapuram devido aos ventos do ciclone.

### Depressão ARB 01
Em 29 de maio uma depressão formou-se em terra perto de Salalá no Omã.  Autoridade Pública de Aviação Civil (PACA) em Omã aconselhou os residentes a tomarem cuidado e não se aventurarem em áreas baixas ou no mar. O Supremo Comitê pediu às pessoas que permanecessem em casa em circunstâncias não emergenciais.  O hospital em Sadah foi evacuado quando a depressão se intensificou.  Mais de 200 mm (7.9 in) de chuva caiu na governadoria de Dhofar em 29 de maio;  algumas áreas receberam o equivalente a dois anos de chuva.  O maior total de precipitação foi medido em Mirbat, onde 41.5 in (1,055 mm) de chuva caiu.  Dois dias de fortes chuvas, acumulando para 10 in (260 mm), causou inundações em Salalah.  As operações no porto de Salalah foram interrompidas pela depressão tropical.  Os residentes no centro de Salalá sofreram interrupções nos serviços de energia e água. Policiais militares foram enviados para limpar estradas e transportar pessoas ilhadas pelas enchentes.  Equipes de engenharia do Ministério da Defesa foram destacadas para restaurar serviços públicos e renderizar ar quando necessário.  Duas pessoas foram encontradas mortas em um uádi devido a enchentes,  enquanto outra pessoa morreu e três ficaram feridas quando um prédio desabou.  Mais de 50 pessoas foram resgatadas das enchentes.

### Tempestade ciclônica severa Nisarga
Durante 31 de maio, uma área de borrasca desenvolveu-se no sudeste do Mar Arábico e permaneceu como uma área de baixa pressão bem marcada na mesma região até a noite. Ele se fortaleceu em uma depressão sobre o centro-leste e sudeste do Mar da Arábia no início da manhã de 1º de junho, quando estava centrado em 340 km a sudoeste de Goa, 630 km ao sul-sudoeste de Mumbai e 850 km ao sul-sudoeste de Gujarat. No dia 2 de junho, por volta do meio-dia, a depressão profunda prevalecente intensificou-se para uma tempestade ciclônica, recebendo assim o nome de Nisarga. Nisarga se intensificou em uma forte tempestade ciclônica antes de atingir a costa perto da cidade costeira de Alibag em Maarastra às 12h30 ( IST ) em 3 de junho. Na época, o sistema estava no pico de intensidade com ventos sustentados de 3 minutos de 110 km/h (68 mph) e uma pressão central de 984  hPa (mbar; 29,06 inHg). O ciclone posteriormente enfraqueceu em uma depressão profunda em 4 de junho.
Nisarga causou seis mortes em Maarastra, incluídas três em Pune. O dano inicial estimou-se em Rs50 bilhões (US$ 664 milhões).

### Depressão profunda BOB 02
Depois de 3 meses de inatividade, em 11 de outubro, uma depressão se desenvolveu sobre a Baía centro-oeste de Bengala, embora em 6 de outubro o sistema tenha sido observado originalmente perto das Ilhas Spratly sobre o mar do Sul da China. Continuou a mover-se para oeste, fazendo um desembarque na província de Khanh Hoa e enfraquecendo-se ainda mais para uma célula de baixa pressão ao atravessar a Península da Indochina e emergiu novamente no Mar de Andamão em 9 de outubro. Intensificou-se para uma área de baixa pressão bem marcada e, em seguida, para uma depressão sobre a Baía de Bengala em 10 de outubro. Intensificou-se ainda mais para uma depressão profunda em 12 de outubro, permanecendo praticamente estacionária na mesma região. Depois disso, BOB 02 moveu-se para oeste-noroeste e fez desembarque em Andra Pradexe perto de Kakinada nas primeiras horas de 13 de outubro e enfraqueceu-se novamente para uma depressão.
Devido a BOB 02, Yanam (Puducherry), Andhra Pradesh, Telengana, Kerala, Maharashtra e o litoral Karnataka experimentaram fortes chuvas em 12 e 13 de outubro, com Hyderabad experimentando 32 cm de chuva torrencial recorde, criando enchentes na cidade em 13 de outubro. Pelo menos 50 pessoas morreram em diferentes partes de Telengana (das quais pelo menos 19 estavam na capital de Hyderabad), 10 em Andhra Pradesh e 38 em Maharashtra. A perda extrema de culturas no norte de Karnataka, Andhra Pradesh e Telengana ocorreu devido ao sistema. A Telengana PM estimou os custos de danos em ₹1305 crore (us $ 682 milhões). O sistema enfraqueceu para uma área de baixa pressão bem marcada no centro-sul de Maharashtra na noite de 14 de outubro. embora a circulação de nível inferior do sistema tenha sido parcialmente exposta devido ao cisalhamento vertical do vento e à interação contínua na terra, o JTWC emitiu um aviso de ciclone tropical em 15 de outubro. O DMI também previu BOB 02 para reintensificar no Mar Arábico. A área de baixa pressão intensificou-se para a depressão ARB 03 nas primeiras horas de 17 de outubro.
O sistema atrasou a retirada da temporada das monções do sudoeste em quase uma semana, um atraso agravado pela formação da depressão ARB 03 e da depressão BOB 03.

### Depressão ARB 03
Em 17 de outubro, O remanescente da depressão profunda BOB 02 intensificou-se para uma depressão no leste do Mar Arábico Central. Movendo-se para oeste, o sistema dissipou-se em uma pressão bem marcada baixa na manhã de 19 de outubro sobre o Mar Arábico Central ocidental devido às condições atmosféricas desfavoráveis. Os pescadores foram aconselhados a não ir para o mar devido às condições do mar muito difíceis. Chuvas fortes ocorreram ao largo da costa de Bombaim e seus arredores devido ao sistema. Nenhum aviso foi emitido pelo IMD, pois nenhum landfall ocorreu na Península Arábica.
A retirada da monção foi adiada em Maharashtra por uma semana devido ao ARB 03.

### Depressão BOB 03
Em 20 de outubro, uma baixa pressão formou-se sobre a Baía Central de Bengala. O sistema tornou-se então mais bem marcado em 21 de outubro sobre a Baía Central Oeste de Bengala. Intensificou-se ainda mais para a depressão sobre a Baía noroeste de Bengala e adjacente à costa de Orissa. O sistema cruzou os Parganas do Norte de Bengala Ocidental e os Parganas do Sul de 24 E moveu-se sobre a costa adjacente de Bangladesh no meio-dia de 23 de outubro, com a velocidade máxima do vento de 45 km/h (28 mph). O sistema enfraqueceu para uma área de baixa pressão bem marcada, 50 km a norte-noroeste de Daca na manhã de 24 de outubro.

### Tempestade ciclônica muito severa Gati
Em 17 de novembro, o Departamento Meteorológico da Índia (DMI) observou o potencial para ciclogênese tropical sobre o Mar Arábico central, em associação com uma área de convecção perto das Maldivas. A atividade convectiva foi reforçada pela Oscilação Madden–Julian, enquanto as temperaturas da superfície do mar de 29 a 30 °C (84 a 86 °F) E o baixo cisalhamento do vento favoreciam o desenvolvimento adicional. Em 18 de novembro, uma circulação fraca de baixo nível desenvolveu-se cerca de 1,185 km (115 mi) a leste-sudeste de Socotra. A organização depois disso foi paralisada à medida que se tornou embutida dentro de um cavado de monções. Duas circulações adicionais desenvolveram-se a leste e a oeste do baixo original; no entanto, o baixo original tornou-se o sistema dominante, absorvendo as duas circulações anteriores. Em 21 de novembro, duas passagens de scatterômetro revelaram um único, bem definido baixo, com ventos fortes sob uma área de convecção flamejante.[36] às 18:00 UTC, o DMI classificou o sistema como depressão ARB 04 cerca de 410 km a leste-sudeste de Socotra. Da mesma forma, o Joint Typhoon Warning Center (JTWC) iniciou alertas sobre o sistema como ciclone Tropical 03A. Guiado para oeste por uma alta subtropical ao norte, esperava-se pouca intensificação antes da previsão de chegada do ciclone na Somália.
Durante a noite de 21 a 22 de novembro, o pequeno ciclone rapidamente se organizou, com um olho bem definido em desenvolvimento. O DMI classificou o sistema para uma depressão profunda no início de 21 de novembro e uma tempestade Ciclônica logo depois. Ao tornar-se uma tempestade ciclônica, recebeu o nome de Gati. Classificado como um "sistema anão" pelo JTWC com um diâmetro central de apenas 120 km (75 mi) e um olho largo de 27 km (17 mi), Gati intensificou-se explosivamente naquela manhã. em um período de 12 horas, o JTWC estimou que os ventos sustentados de um minuto aumentaram de 65 km/h para um pico de 185 km/h (115 mph). Esta foi a intensificação mais rápida durante um período tão curto já observado na bacia do Oceano Índico Norte. O pequeno tamanho do sistema permitiu-lhe tirar partido do cisalhamento do vento e das altas temperaturas da superfície do mar. O DMI considerou que o Gati atingiu seu pico de intensidade como uma tempestade Ciclônica muito severa por volta das 12:00 UTC, com ventos sustentados de três minutos de 140 km/h e uma pressão mínima de 976 mbar (28.82 inHg). Seis horas depois, Gati havia feito "landfall" perto de Hafun, no nordeste da Somália, com ventos sustentados estimados de um minuto de 165 km/h. Isso fez de Gati o primeiro ciclone de força de furacão a atingir o país desde que registos confiáveis começaram e, por padrão, o mais forte do país.
Uma vez em terra, o cisalhamento por atrito fez com que a convecção rapidamente se deslocasse do centro da tempestade. A circulação de baixo nível ficou completamente exposta no início de 23 de novembro, quando atravessou o nordeste da Somália; A circulação de alto nível do sistema e convecção associada destacaram-se e aceleraram para oeste à frente da superfície baixa. A circulação cada vez mais alongada de Gati surgiu sobre o Golfo de Aden às 12:00 UTC e o JTWC emitiu seu último Aviso sobre o sistema pouco depois.

### Tempestade ciclônica muito severa Nivar
Em 22 de novembro, uma área de baixa pressão foi formada na Baía de Bengala, ao largo da costa de Tamil Nadu. No mesmo dia, o JTWC emitiu um alerta de formação de ciclone Tropical sobre a perturbação. Ele intensificou-se em uma depressão, na madrugada de 23 de novembro, como o JTWC também citou que o distúrbio se intensificou em uma tempestade tropical, designando-a como Ciclone Tropical 04B. Início em 24 de novembro, que se intensificou em uma tempestade ciclônica e foi nomeado Nivar. Ele gradualmente se intensificou em uma tempestade Ciclônica muito severa, alcançando sua intensidade máxima. Devido ao cisalhamento do vento, enfraqueceu-se para uma tempestade ciclônica severa, pouco antes de fazer o desembarque entre Karaikal e Mamallapuram em torno de Puducherry(também conhecido como Pondicherry), quarta-feira à noite. Reemergiu na Baía de bengala como uma forte depressão profunda antes de fazer seu último desembarque em Andhra Pradesh antes de se enfraquecer para uma pressão bem marcada baixa na manhã de 27 de novembro. O nome Nivar foi dado pelo Irão, o que significa luz.
A DMI emitiu avisos de ciclone no início de 24 de novembro sobre Tamil Nadu, Pondicherry e o país do Sri Lanka como a tempestade ciclônica acelera e se intensifica.

### Tempestade ciclônica Burevi
Em 28 de novembro, uma área de baixa pressão formou-se ao largo da costa de Aceh. A depressão gradualmente se intensificou em 30 de novembro. O JTWC emitiu então um alerta de formação de ciclone Tropical sobre o sistema, no mesmo dia. Às 03:00 UTC de 1 de dezembro, a depressão foi transformada em depressão profunda. Às 15:00 UTC, O JTWC classificou o sistema para uma tempestade ciclônica e uma tempestade tropical, respectivamente, e recebeu o nome de Burevi, a quinta tempestade da temporada. O nome foi inicialmente sugerido pelas Maldivas. Nessa altura as imagens de microondas mostravam bandas de conveção bem definidas enroladas à volta de uma circulação de baixo nível (LLCC). Às 15 horas UTC de 2 de dezembro, Burevi alcançou o seu pico de intensidade com ventos sustentados de 1 minuto de aproximadamente 85 km/h e uma pressão barométrica de 996 mbar (29.41 inHg). Pouco depois, Burevi fez "landfall" ao longo da costa leste do Sri Lanka De acordo com o Departamento de Meteorologia do Sri Lanka.
Depois de se enfraquecer sobre o Sri Lanka, Burevi saiu para o Golfo de Mannar, no início de 3 de dezembro. No Entanto, Burevi desacelerou rapidamente como ele ficou preso em uma coluna entre dois subtropical cristas em 4 de dezembro; assim parou oeste do Sri Lanka, embora enfraquecido, de volta para o equivalente a uma depressão tropical, devido ao aumento do cisalhamento vertical do vento. Às 06:00 UTC de 5 de dezembro, Burevi degenerou em uma área de baixa pressão de acordo com a DMI.

## Nomes das tempestades
Nesta bacia, um ciclone tropical recebe um nome quando se considera ter atingido a intensidade da tempestade ciclônica com ventos de 65 km/h (40 mph). Os nomes foram selecionados pelos membros do painel ESCAP/WMO sobre ciclones tropicais entre 2000 e maio de 2004, antes que o Centro Meteorológico Especializado Regional em Nova Delhi começasse a atribuir nomes em setembro de 2004. Não há aposentadoria de nomes de ciclones tropicais nesta bacia, pois a lista de nomes está programada para ser usada apenas uma vez antes de uma nova lista de nomes ser elaborada. Se um ciclone tropical nomeado se mudar para a bacia do Pacífico Ocidental, ele manterá seu nome original. Os próximos oito nomes da lista de nomes de tempestades do Norte do Oceano Índico estão listados abaixo. Amphan é o sobrenome da lista de nomes original publicada em 2004, enquanto Nisarga é o primeiro nome da nova lista de nomes publicada em 2020.
| - Amphan - Nisarga | - Gati - Nivar | - Burevi |

## Efeitos da estação
Esta é uma tabela de todas as tempestades na temporada de ciclones do Norte do Oceano Índico em 2020. Ele menciona todas as tempestades da estação e seus nomes, duração, intensidades de pico (de acordo com a escala de tempestades do IMD), danos e totais de mortes. Os totais de danos e mortes incluem os danos e mortes causados quando a tempestade foi uma onda precursora ou uma baixa extratropical, e todos os valores de danos estão em 2020 USD.
| Nome                | Datas ativo                    | Classificação máxima              | Velocidade de vento sustentados | Pressão             | Áreas afetadas                                                             | Danos (USD)     | Fatalidades | Refs          |
| ------------------- | ------------------------------ | --------------------------------- | ------------------------------- | ------------------- | -------------------------------------------------------------------------- | --------------- | ----------- | ------------- |
| Amphan              | 16 de maio – 21                | Tempestade superciclônica         | 240 km/h (150 mph)              | 920 hPa (27 inHg)   | Bengal Ocidental, Orissa, Bangladesh, Sri Lanka, Butão                     | $13 550 000 000 | 128         | [ 72 ]        |
| ARB 01              | 29 de maio – 31                | Depressão                         | 45 km/h (30 mph)                | 1000 hPa (30 inHg)  | Omã, Iémen                                                                 | Desconhecido    | 3           | [ 15 ]        |
| Nisarga             | 1 de junho – 4                 | Tempestade ciclônica severa       | 110 km/h (70 mph)               | 984 hPa (29.1 inHg) | Maharashtra, Goa                                                           | $803 000 000    | 6           | [ 25 ]        |
| BOB 02              | 11 de outubro – 14             | Depressão profunda                | 55 km/h (35 mph)                | 999 hPa (29.5 inHg) | Andhra Pradesh, Puducherry, Telengana, Kerala, Karnataka, Goa, Maharashtra | $681 000 000    | 98          | [ 73 ] [ 31 ] |
| ARB 03              | 17 de outubro – 19             | Depressão                         | 45 km/h (30 mph)                | 1000 hPa (30 inHg)  | Maharashtra                                                                | Menor           | Nenhum      |               |
| BOB 03              | 22 de outubro – 24             | Depressão                         | 45 km/h (30 mph)                | 1000 hPa (30 inHg)  | Bengal ocidental, Bangladesh, Nordeste Índia                               | Menor           | Nenhum      |               |
| Gati                | 21 de novembro – 24            | Tempestade ciclônica muito severa | 140 km/h (85 mph)               | 976 hPa (28.8 inHg) | Somália, Iémen, Djibouti                                                   | $1 million      | 9           | [ 74 ] [ 75 ] |
| Nivar               | 23 de novembro – 27            | Tempestade ciclônica muito severa | 120 km/h (75 mph)               | 980 hPa (29 inHg)   | Sri Lanka, Andhra Pradesh, Tamil Nadu, Puducherry                          | $600 000 000    | 14          |               |
| Burevi              | 30 de novembro – 5 de dezembro | Tempestade ciclônica              | 85 km/h (50 mph)                | 996 hPa (29.4 inHg) | Sri Lanka, Tamil Nadu, Kerala                                              | Desconhecido    | 11          |               |
| Totais da temporada |                                |                                   |                                 |                     |                                                                            |                 |             |               |
| 9 sistemas          | 16 de maio – 5 de dezembro     |                                   | 240 km/h (150 mph)              | 920 hPa (27 inHg)   |                                                                            | $16 000 000 000 | 269         |               |